# Robert Goute
Robert Goute, né le 19 décembre 1919 à Saint-Denis (Seine-Saint-Denis) et mort le 15 décembre 2014 à l’Isle-Adam (Val-d'Oise), est un ancien tambour-major de la batterie-fanfare de la musique de l’Air de Paris. À la tête de la commission de musique de la Fédération sportive et culturelle de France jusqu'en 1979, membre fondateur de la Confédération française des batteries-fanfares en 1980 et enfin président de la Fédération internationale de l'école française du tambour en 1990 il est à l’origine de la batterie-fanfare moderne et du renouveau du tambour français dans le monde associatif.

## Biographie
Robert Goute naît à Saint-Denis le 19 décembre 1919 dans une famille dévouée au tambour depuis plusieurs générations. Son père — entrepreneur en maçonnerie, pompier volontaire et musicien amateur — l'initie à cet instrument dès l'âge de cinq ans dans les rangs de la société locale de musique qu'il dirige, Les Bleuets de Domont. Il y démontre rapidement des aptitudes exceptionnelles et en 1933 il est remarqué par Gabriel Defrance, tambour-major de la musique de la Garde républicaine. Celui-ci lui propose des cours particuliers et à 14 ans le jeune Robert se rend chaque semaine à bicyclette à Paris : 50 km aller/retour.
Robert Goute est marié et père de quatre enfants (2 filles et 2 garçons). Mort le 15 décembre 2014 à l'hôpital de l’Isle-Adam (Val-d'Oise), il est inhumé le 19 à Domont dans le caveau familial.

### La musique de l'Armée de l'air (1938-1970)

Logo de l'armée de l'air.

Admis à 18 ans au concours des tambours de la musique de l'Armée de l'air, il intègre le 28 février 1938 cette formation musicale où Maurice Bonnard, tambour-major, lui confie rapidement l'instruction du pupitre des tambours. En 1940, la formation se replie en zone libre, à Toulouse où la batterie se mue en chœur d'hommes pour animer les concerts hebdomadaires radiodiffusés de la Musique de l'air. De retour à Paris dès la Libération, Robert Goute mène son équipe de treize instrumentistes à un niveau technique et musical unique et en 1953, au départ de Maurice Bonnard, il lui succède comme tambour-major. 
Le recrutement est amélioré et, en  1956, on compte 27 prix de Conservatoire au sein de la batterie. Au même titre que la Patrouille de France à laquelle elle est souvent associée, sa batterie-fanfare contribue à l'image de haute virtuosité de l'armée de l’air. En 1963, lors des répétitions du ballet Notre-Dame de Paris de Maurice Jarre et Roland Petit, il est appelé à suppléer la classe de percussion du Conservatoire en difficulté pour assurer la partition. À la direction de la batterie-fanfare, il signe ensuite plus d'une douzaine de disques 33 tours qui démontrent l'excellence de sa formation. Robert Goute quitte le service actif le 1er mars 1970, après plus de 31 ans au service de l'armée de l'air.

### La Fédération sportive et culturelle de France (1949-1979)

insigne de la FSF.

Après le décès de Gabriel Defrance en 1952 et une vacance de 3 ans, Robert Goute, tambour-major de la Musique de l'Air depuis deux ans, accepte la présidence la commission fédérale de musique de la Fédération sportive de France (FSF) dont il est membre depuis 1949. Il oriente les associations vers des styles plus modernes et publie régulièrement dans Les Jeunes des articles techniques et pédagogiques, introduisant les évolutions spatiales dans la présentation des fanfares qui ne se produisent encore qu'en défilés classiques ou formations statiques. Cependant ses efforts pour structurer des orchestres régionaux et fédéraux échouent.
En 1968 la FSF devient Fédération sportive et culturelle de France (FSCF). Les activités artistiques étant ainsi introduites dans les priorités fédérales Robert Goute est recruté comme permanent dès son départ à la retraite en 1970 pour développer les musiques. Il quitte alors provisoirement la présidence la commission fédérale et organise dès 1971 des stages de formation pour instrumentistes puis pour les chefs de pupitre et répétiteurs des formations musicales amateurs. Dès 1975 il œuvre pour obtenir l'indépendance des fanfares vis-à-vis de la gymnastique et créer, avec les troupes de majorettes qui apparaissent alors dans les associations affiliées, un tout plus cohérent. Devant les difficultés rencontrées il démissionne le 14 février 1979. Les grands prix obtiennent cependant leur indépendance deux ans plus tard.

### La Confédération française des batteries fanfares (1980-2014)

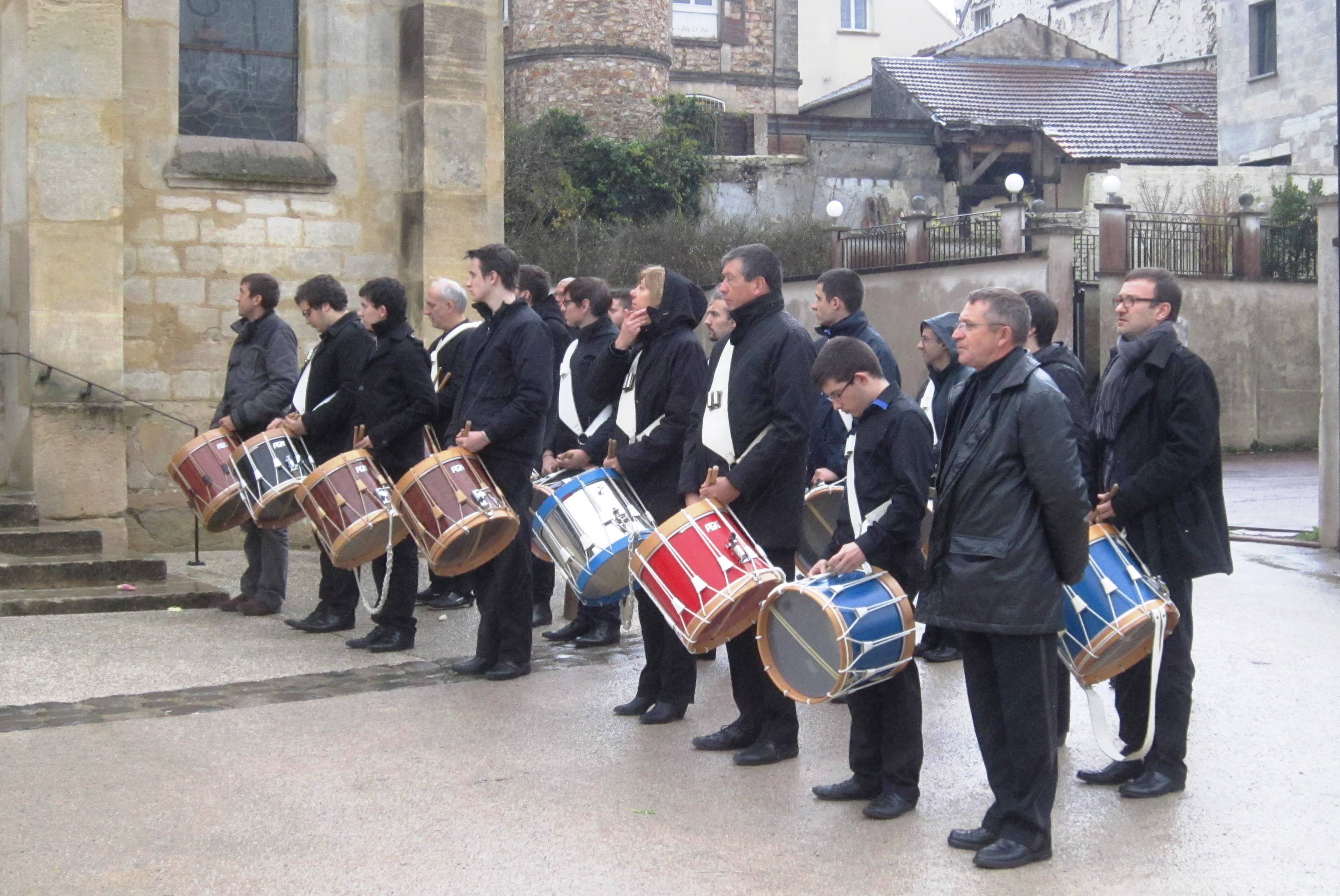
Les tambours de 89 aux obsèques de Robert Goute.

L'année suivant son départ de la FSCF,  Robert Goute est en 1980 l'un des membres fondateurs de la Confédération française des batteries-fanfares (CFBF). En 1986 Edgar Faure, président du comité d'organisation des fêtes du bicentenaire de la Révolution française souhaite un défilé de 2 000 tambours sur les Champs Élysées le 14 juillet 1989. Robert Goute est sollicité par Jean-Paul Goude — grand ordonnateur du défilé — pour en piloter l'organisation à l'intérieur de son spectacle. Il compose le programme de la partie tambour Wally Badarou assurant la partie instrumentale. 
À l'issue de l'évènement, Jack Lang évoque la création d'une fédération des tambours français, instrument associé à l'identité nationale. Ainsi naît en 1990 la Fédération internationale de l'école française du tambour (FIEFT) dite Les tambours de 89 dont il est le premier président. Poursuivant son sacerdoce de formateur il y développe la technique du tambour français auprès de plus de 20 nations étrangères et assure sa présence dans de grands évènement musicaux internationaux avant de laisser sa place pour celle de président d'honneur.

## Une nouvelle pédagogie musicale
Sillonnant sans cesse la France entre les années 1960 et les années 1980, à la tête de la commission musique de la FSCF puis comme membre fondateur de la CFBF, il a à cœur de transmettre aux jeunes son art et de faire rayonner son exigence artistique. 
En s'orientant vers des styles et des rythmes empruntés aux variétés de l'époque — paso-doble, jerk, cha-cha-cha, boléro, charleston —, en publiant des articles techniques et pédagogiques et en créant de nouvelles présentations pour les fanfares il est à l'origine de la batterie-fanfare "moderne" et du renouveau du tambour français à travers une publication abondante d'articles, d'ouvrages et de disques.

### Ouvrages
À partir de 1954 Robert Goute publie quatre tomes d'un ouvrage consacré au tambour d'ordonnance :
- Robert Goute, Le Tambour d'ordonnance : sa pratique, son enseignement, vol. 1, Charnay-lès-Mâcon, Robert Martin, 1956 (BNF 39727331) ;
- Robert Goute, Le Tambour d'ordonnance : sa pratique, son enseignement, vol. 2, Charnay-lès-Mâcon, Robert Martin, 1970 ;
- Robert Goute, Le Tambour d'ordonnance : Répertoire du tambour français et recueil de compositions étrangères, vol. 3, Charnay-lès-Mâcon, Robert Martin, 1974 (ISMN 979-0-2310-2758-7) ;
- Robert Goute, Le Tambour d'ordonnance : Répertoire du tambour français et recueil de compositions étrangères, notes et conseils d'interprétations, vol. 4, Charnay-lès-Mâcon, Robert Martin.

Entre-temps il publie en 1962 le Manuel du tambour-major premier ouvrage didactique du genre, salué par tous les musiciens militaires et réédité en 1988 :
- Robert Goute, Le Manuel du tambour-major, Chantonnay, Gaultier, 1962, 128 p. (BNF 33028719) ;
- Robert Goute, Le manuel du tambour-major, Charnay-lès-Mâcon, Robert Martin, 1988, 217 p. (réédition 1988).

Cet ouvrage est précédé et suivi de nombreux autres parmi lesquels :
- Robert Goute, Guide pratique de l'instruction : Questionnaire de théorie musicale et de technique instrumentale, Chantonnay, Gaultier, 1960, 52 p. (BNF 33028720) ;
- Robert Goute, Batteries de la Garde impériale : Présentation et évolutions réalisées par Robert Goute, Charnay-lès-Mâcon, Robert Martin, 1964, 28 p. (BNF 39731993) ;
- Robert Goute, Initiation au solfège rythmique : mesures simples et composées, Charnay-lès-Mâcon, Robert Martin, 1980, p. 68.

et de brèves notices musicales :
- Robert Goute, Tambour battant : Marche pour fanfare, Paris, Philippo, 1963, 4 p. (BNF 39732279) ;
- Robert Goute, Clandami : Marche pour clairons et tambours, Paris, Philippo, 1963, 3 p. (BNF 39732277) ;
- Robert Goute, Gai luron : Marche pour clairons, trompettes, cors et batterie, Paris, Philippo, 1965, 8 p. (BNF 39734836) ;
- Robert Goute, Pas à pas : marche facile pour clairons, clairons-basses et batterie, Charnay-lès-Mâcon, Robert Martin, 1985, 4 p. (BNF 39593400) ;
- Robert Goute, Gironde : marche facile pour clairons, clairons-basses, cors, Charnay-lès-Mâcon, Robert Martin, 1985, 7 p. (BNF 39593399) ;

Ses diverses méthodes et recueils sont adoptés en Suisse, en Hollande, au Canada et dans diverses universités américaines : Irving Bloch, professeur à l'Université d'Omaha (Nebraska), en contact avec Robert Goute dès 1945, contribue à l'enregistrement et la protection de ses œuvres aux États-Unis et l'invite au sein de la National Association of Rudimental Drummers.

### Discographie
Robert Goute a signé de nombreux disques 33 tours dont 7 numéros de Variétés en fanfares réalisés par une formation de 42 musiciens répartis comme suit : 12 trompettes d'ordonnance mi bémol, 9 clairons d'ordonnance si bémol, 7 cors de chasse mi bémol, 4 trompettes-basses mi bémol, 2 clairons-basses si bémol, 3 contrebasses si bémol et 5 percussions.
Quelques titres : Boléro Militaire (Jacques Devogel), Galopade (Jacques Devogel), Bugle Riff (Guy Luypaerts)|), Porto-Rico (Guy Luypaerts), Sherzo Drolatic (Laurent Delbecq), Mirage (Roger Fayeulle), Les Tatars (Roger Fayeulle), Le Joyeux Tambour (Jacques Devogel et Robert Goute).

## Distinctions
Robert Goute est :
- Médaille militaire ;
- Chevalier de l'ordre national du Mérite[N 1] ;
- Chevalier de l'ordre des Arts et des Lettres ;
- titulaire de la médaille d'or de la jeunesse et des sports ;
- titulaire de la médaille d'or de l'étoile civique (distinction américaine).